# حجل غريب
حجل غريب (الاسم العلمي: Xenoperdix)، جنس طيور من فصيلة التدرجية وصف في عام 1994. أنواعه اثنان إفريقية الموطن وترتبط ارتباطًا كبيرًا بحجل التل في جنوب شرق آسيا.